# Martin Kolář
Martin Kolář (18. června 1836 Švihov – 15. května 1898 Tábor) byl český gymnaziální profesor, historik a heraldik, publicista.

## Život
Takřka celý život shromažďoval heraldický materiál. Za svého života ale skoro vůbec nepublikoval. Až z jeho pozůstalosti vydal po uspořádání velkého množství materiálů roku 1902 August Sedláček Českomoravskou heraldiku, která Koláře rázem zařadila mezi nejvýznamnější heraldiky naší historie. Prof. Kolář se také, v druhé polovině 19. století, zabýval určením přesnějšího místa „hory Tábor“.  Vycházel z informace Františka Palackého a odhalil, že zmiňované Zachrašťany nedaleko Nového Bydžova s husitským hnutím nesouvisí, a že se pravděpodobně jedná o ves Chrášťany nedaleko Bechyně – a vrch Burkovák.
Kromě toho napsal knihy Nejstarší pečetě šlechty české a moravské do roku 1300 (vyšlo 1883) a také spolupracoval s redakcemi Riegerova a posléze i Ottova slovníku naučného.

## Kolář a Tábor
Od roku 1859 jako vychovatel v zámku v Hrobech u Tábora. Po krátkém působení v Hradci Králové a v Praze přišel do Tábora a byl jedním z prvních profesorů nového místního reálného gymnázia. Zajímal se o místní historii, sbíral po půdách a u rodin měšťanů Tábora staré dokumenty a písemnosti (v gymnáziu založil sbírku starožitností) a zachránil mnoho cenných památek. Vlastivědné a články historické publikoval v regionálním tisku. Od roku 1868 byl městský archivář a později první ředitel Městského muzea (otevřeno 1884). Profesor Kolář organizoval (zejména s Václavem Křížkem) kulturní a společenský život města. Například 12. února 1878 předložil návrh, aby místní Klub přátel věd a umění, vedený V. Křížkem, organizoval i turistické výlety po okolí (je to neoficiální vznik organizované turistiky v Táboře).
Je autorem rozměrnější práce Husitské paměti města Tábora a Domy a majitelé jejich na náměstí v Táboře. Přípravy díla o dějinách Tábora a také díla o heraldice přerušilo jeho úmrtí.
Profesora Koláře připomíná v Táboře pamětní deska, která je umístěná na domě čp. 212 v Divadelní ulici.

## Dílo
- KOLÁŘ, Martin; SEDLÁČEK, August. Českomoravská heraldika I.. Praha: Česká akademie císaře Františka Josefa pro vědy slovesnost a umění, 1902. 436 s. Dostupné online.
- KOLÁŘ, Martin. Sborník historických prací Martina Koláře o dějinách Tábora. Tábor: Kuratorium městského musea, 1924. 334 s. Knihu uspořádal Jan Kolář.

## Pokračovatelé
Syn Jan Kolář PhDr. (1884–1940) byl pedagog, věnoval se historii a topografii. V letech 1927–1929 starosta Tábora, 1938–1939 ředitel táborské reálky. Spoluredaktor Jihočeského historického sborníku.
Dcera Anna Císařová-Kolářová PhDr. (1887–1963) byla také historička, pracovala v Univerzitní knihovně (Státní knihovně ČSR) v Praze. Bibliografka a editorka spisů Mistra Jana Husa.